# Adriaan Goslinga
Adriaan Goslinga, (ur. 26 września 1884 w Bolsward, zm. 2 lutego 1961 w Amsterdamie)  - holenderski historyk. 
Publikował zarówno w języku niderlandzkim jak i   angielskim. Badał przede wszystkim wczesnonowożytne dzieje Republiki Zjednoczonych Prowincji Niderlandów, ale także późniejsze dzieje holenderskie i dzieje religii. Wieloletni wykładowca na Amsterdamskim Wolnym Uniwersytecie (1918-1955).

## Niektóre prace
- Slingelandt's efforts towards European peace, Martinus Nijhoff The Hague 1915.
- Koning Willem I als verlicht despoot
- Dr Karl Gützlaff en het nederlandsche protestantisme, 1941.